# Llista d'asteroides/170601-170700
| Nom      | Designació provisional | Data de descobriment   | Lloc de descobriment | Descobridor/s |
| -------- | ---------------------- | ---------------------- | -------------------- | ------------- |
| 170601 - | 2003 YC26              | 18 de desembre de 2003 | Socorro              | LINEAR        |
| 170602 - | 2003 YN26              | 18 de desembre de 2003 | Socorro              | LINEAR        |
| 170603 - | 2003 YC29              | 17 de desembre de 2003 | Kitt Peak            | Spacewatch    |
| 170604 - | 2003 YC30              | 18 de desembre de 2003 | Kitt Peak            | Spacewatch    |
| 170605 - | 2003 YW30              | 18 de desembre de 2003 | Socorro              | LINEAR        |
| 170606 - | 2003 YG33              | 16 de desembre de 2003 | Kitt Peak            | Spacewatch    |
| 170607 - | 2003 YT38              | 19 de desembre de 2003 | Socorro              | LINEAR        |
| 170608 - | 2003 YR39              | 19 de desembre de 2003 | Kitt Peak            | Spacewatch    |
| 170609 - | 2003 YV41              | 19 de desembre de 2003 | Kitt Peak            | Spacewatch    |
| 170610 - | 2003 YG44              | 19 de desembre de 2003 | Kitt Peak            | Spacewatch    |
| 170611 - | 2003 YT46              | 17 de desembre de 2003 | Kitt Peak            | Spacewatch    |
| 170612 - | 2003 YX46              | 17 de desembre de 2003 | Kitt Peak            | Spacewatch    |
| 170613 - | 2003 YS47              | 18 de desembre de 2003 | Socorro              | LINEAR        |
| 170614 - | 2003 YU47              | 18 de desembre de 2003 | Socorro              | LINEAR        |
| 170615 - | 2003 YT49              | 18 de desembre de 2003 | Socorro              | LINEAR        |
| 170616 - | 2003 YG50              | 18 de desembre de 2003 | Socorro              | LINEAR        |
| 170617 - | 2003 YW50              | 18 de desembre de 2003 | Socorro              | LINEAR        |
| 170618 - | 2003 YX50              | 18 de desembre de 2003 | Socorro              | LINEAR        |
| 170619 - | 2003 YC51              | 18 de desembre de 2003 | Socorro              | LINEAR        |
| 170620 - | 2003 YP51              | 18 de desembre de 2003 | Socorro              | LINEAR        |
| 170621 - | 2003 YX51              | 18 de desembre de 2003 | Socorro              | LINEAR        |
| 170622 - | 2003 YJ55              | 19 de desembre de 2003 | Socorro              | LINEAR        |
| 170623 - | 2003 YJ57              | 19 de desembre de 2003 | Socorro              | LINEAR        |
| 170624 - | 2003 YK58              | 19 de desembre de 2003 | Socorro              | LINEAR        |
| 170625 - | 2003 YN61              | 19 de desembre de 2003 | Socorro              | LINEAR        |
| 170626 - | 2003 YD62              | 19 de desembre de 2003 | Socorro              | LINEAR        |
| 170627 - | 2003 YV62              | 19 de desembre de 2003 | Socorro              | LINEAR        |
| 170628 - | 2003 YL65              | 19 de desembre de 2003 | Socorro              | LINEAR        |
| 170629 - | 2003 YX65              | 20 de desembre de 2003 | Socorro              | LINEAR        |
| 170630 - | 2003 YQ68              | 19 de desembre de 2003 | Socorro              | LINEAR        |
| 170631 - | 2003 YX69              | 21 de desembre de 2003 | Socorro              | LINEAR        |
| 170632 - | 2003 YK70              | 21 de desembre de 2003 | Haleakala            | NEAT          |
| 170633 - | 2003 YT71              | 18 de desembre de 2003 | Socorro              | LINEAR        |
| 170634 - | 2003 YE72              | 18 de desembre de 2003 | Socorro              | LINEAR        |
| 170635 - | 2003 YC74              | 18 de desembre de 2003 | Socorro              | LINEAR        |
| 170636 - | 2003 YV75              | 18 de desembre de 2003 | Socorro              | LINEAR        |
| 170637 - | 2003 YA79              | 18 de desembre de 2003 | Socorro              | LINEAR        |
| 170638 - | 2003 YP80              | 18 de desembre de 2003 | Socorro              | LINEAR        |
| 170639 - | 2003 YQ89              | 19 de desembre de 2003 | Kitt Peak            | Spacewatch    |
| 170640 - | 2003 YO92              | 21 de desembre de 2003 | Socorro              | LINEAR        |
| 170641 - | 2003 YF94              | 21 de desembre de 2003 | Kitt Peak            | Spacewatch    |
| 170642 - | 2003 YX95              | 19 de desembre de 2003 | Socorro              | LINEAR        |
| 170643 - | 2003 YN98              | 19 de desembre de 2003 | Socorro              | LINEAR        |
| 170644 - | 2003 YW107             | 25 de desembre de 2003 | Piszkéstető          | K. Sárneczky  |
| 170645 - | 2003 YU108             | 22 de desembre de 2003 | Socorro              | LINEAR        |
| 170646 - | 2003 YB112             | 23 de desembre de 2003 | Socorro              | LINEAR        |
| 170647 - | 2003 YA113             | 23 de desembre de 2003 | Socorro              | LINEAR        |
| 170648 - | 2003 YA114             | 24 de desembre de 2003 | Črni Vrh             | Črni Vrh      |
| 170649 - | 2003 YC114             | 25 de desembre de 2003 | Kitt Peak            | Spacewatch    |
| 170650 - | 2003 YR114             | 25 de desembre de 2003 | Haleakala            | NEAT          |
| 170651 - | 2003 YT114             | 25 de desembre de 2003 | Haleakala            | NEAT          |
| 170652 - | 2003 YJ116             | 27 de desembre de 2003 | Socorro              | LINEAR        |
| 170653 - | 2003 YG119             | 27 de desembre de 2003 | Socorro              | LINEAR        |
| 170654 - | 2003 YT128             | 27 de desembre de 2003 | Socorro              | LINEAR        |
| 170655 - | 2003 YD129             | 27 de desembre de 2003 | Socorro              | LINEAR        |
| 170656 - | 2003 YR130             | 28 de desembre de 2003 | Socorro              | LINEAR        |
| 170657 - | 2003 YO132             | 28 de desembre de 2003 | Socorro              | LINEAR        |
| 170658 - | 2003 YJ134             | 28 de desembre de 2003 | Socorro              | LINEAR        |
| 170659 - | 2003 YL135             | 28 de desembre de 2003 | Socorro              | LINEAR        |
| 170660 - | 2003 YS137             | 27 de desembre de 2003 | Socorro              | LINEAR        |
| 170661 - | 2003 YV137             | 27 de desembre de 2003 | Socorro              | LINEAR        |
| 170662 - | 2003 YD141             | 28 de desembre de 2003 | Socorro              | LINEAR        |
| 170663 - | 2003 YF145             | 28 de desembre de 2003 | Socorro              | LINEAR        |
| 170664 - | 2003 YT145             | 28 de desembre de 2003 | Socorro              | LINEAR        |
| 170665 - | 2003 YU147             | 29 de desembre de 2003 | Socorro              | LINEAR        |
| 170666 - | 2003 YV151             | 29 de desembre de 2003 | Socorro              | LINEAR        |
| 170667 - | 2003 YR152             | 29 de desembre de 2003 | Kitt Peak            | Spacewatch    |
| 170668 - | 2003 YU155             | 26 de desembre de 2003 | Haleakala            | NEAT          |
| 170669 - | 2003 YH158             | 17 de desembre de 2003 | Socorro              | LINEAR        |
| 170670 - | 2003 YP166             | 17 de desembre de 2003 | Kitt Peak            | Spacewatch    |
| 170671 - | 2003 YX168             | 18 de desembre de 2003 | Socorro              | LINEAR        |
| 170672 - | 2003 YT170             | 18 de desembre de 2003 | Kitt Peak            | Spacewatch    |
| 170673 - | 2003 YG174             | 19 de desembre de 2003 | Kitt Peak            | Spacewatch    |
| 170674 - | 2003 YM174             | 19 de desembre de 2003 | Socorro              | LINEAR        |
| 170675 - | 2003 YS174             | 19 de desembre de 2003 | Socorro              | LINEAR        |
| 170676 - | 2003 YE180             | 18 de desembre de 2003 | Socorro              | LINEAR        |
| 170677 - | 2003 YP180             | 28 de desembre de 2003 | Socorro              | LINEAR        |
| 170678 - | 2003 YQ180             | 28 de desembre de 2003 | Kitt Peak            | Spacewatch    |
| 170679 - | 2004 AE1               | 7 de gener de 2004     | Haleakala            | NEAT          |
| 170680 - | 2004 AX1               | 13 de gener de 2004    | Palomar              | NEAT          |
| 170681 - | 2004 AF3               | 13 de gener de 2004    | Anderson Mesa        | LONEOS        |
| 170682 - | 2004 AM3               | 13 de gener de 2004    | Anderson Mesa        | LONEOS        |
| 170683 - | 2004 AO4               | 13 de gener de 2004    | Anderson Mesa        | LONEOS        |
| 170684 - | 2004 AO5               | 13 de gener de 2004    | Anderson Mesa        | LONEOS        |
| 170685 - | 2004 AS8               | 14 de gener de 2004    | Palomar              | NEAT          |
| 170686 - | 2004 AK24              | 15 de gener de 2004    | Kitt Peak            | Spacewatch    |
| 170687 - | 2004 AV24              | 15 de gener de 2004    | Kitt Peak            | Spacewatch    |
| 170688 - | 2004 BJ1               | 16 de gener de 2004    | Kitt Peak            | Spacewatch    |
| 170689 - | 2004 BN2               | 16 de gener de 2004    | Palomar              | NEAT          |
| 170690 - | 2004 BX3               | 16 de gener de 2004    | Palomar              | NEAT          |
| 170691 - | 2004 BN4               | 16 de gener de 2004    | Palomar              | NEAT          |
| 170692 - | 2004 BV9               | 16 de gener de 2004    | Palomar              | NEAT          |
| 170693 - | 2004 BR10              | 17 de gener de 2004    | Haleakala            | NEAT          |
| 170694 - | 2004 BW14              | 16 de gener de 2004    | Palomar              | NEAT          |
| 170695 - | 2004 BB16              | 18 de gener de 2004    | Palomar              | NEAT          |
| 170696 - | 2004 BY18              | 18 de gener de 2004    | Goodricke-Pigott     | R. A. Tucker  |
| 170697 - | 2004 BT20              | 16 de gener de 2004    | Kitt Peak            | Spacewatch    |
| 170698 - | 2004 BD23              | 17 de gener de 2004    | Palomar              | NEAT          |
| 170699 - | 2004 BL23              | 18 de gener de 2004    | Palomar              | NEAT          |
| 170700 - | 2004 BY23              | 19 de gener de 2004    | Anderson Mesa        | LONEOS        |